# منتخب قطر للكريكت للسيدات
منتخب قطر للكريكت للسيدات هو ممثل قطر الرسمي في المنافسات الدولية في الكريكت للسيدات .